# Matthew Long (Ruderer)
Matthew Long (* 27. Juni 1975 in Sydney) ist ein ehemaliger australischer Ruderer.

## Sportliche Karriere
Der 1,94 m große Matthew Long nahm 1997 mit dem Vierer ohne Steuermann am Nations Cup teil und gewann die Silbermedaille. 
Bei den Weltmeisterschaften 1999 gewannen die Australier Drew Ginn und James Tomkins den Titel im Zweier ohne Steuermann. 2000 gewannen die beiden die Weltcup-Regatta in Wien. Vor dem Weltcup in Luzern fiel Drew Ginn mit einer Rückenverletzung aus und Matthew Long sprang kurzfristig ein, Long und Tomkins gewannen die Regatta in Luzern. Bei den Olympischen Spielen 2000 siegte der französische Zweier vor dem Boot aus den Vereinigten Staaten, Long und Tomkins erhielten die Bronzemedaille. 2001 trat Long mit dem Achter bei den Weltmeisterschaften an und belegte den siebten Platz.